# Операция «Облава»
Операция «Облава» (англ. Operation Roundup) — кодовое название плана вторжения в Северную Францию весной 1943 года, подготовленного союзными войсками во время Второй мировой войны.

## История
Под руководством бригадного генерала Дуайта Д. Эйзенхауэра этот план был разработан в начале 1942 года и отражал энтузиазм американцев по поводу скорейшего вступления в Европу.
Нехватка торгового флота, десантных судов и других ресурсов привела к тому, что план «Облава» был признан нереалистичным. В нём предусматривались силы, состоящие из 48 дивизий союзников и 5800 самолётов, с высадкой на широких плацдармах между французскими портами Булонь и Гавр.  Высокопоставленные британские командиры и политики неохотно соглашались с планом вторжения, памятуя о болезненных потерях во время битвы на Сомме в Первой мировой войне (где в первый день сражения британская армия понесла потери почти в 60 000 человек) и битвы при Пашендейле.
Уинстон Черчилль, премьер-министр Соединённого Королевства, предпочёл стратегию нападения на вермахт в Средиземном море (которое он назвал «мягким подбрюшьем»). План Черчилля позволил бы относительно неопытным американским силам набраться опыта на менее рискованном театре военных действий, в то время как они постепенно наращивали своё превосходство, прежде чем вступить в лобовое столкновение с Германией.
После того, как Черчилль настоял на высадке во французской Северной Африке в 1942 году, генерал Джордж Маршалл, начальник штаба армии США, предложил вместо этого президенту США Франклину Рузвельту, чтобы Соединённые Штаты отказались от стратегии «Сначала Германия» и перешли в наступление в войне на Тихом океане. Рузвельт «не одобрил» это предложение, заявив, что оно ничем не поможет Советскому Союзу. Вместо этого, при поддержке Рузвельта и неспособности Маршалла убедить британцев изменить своё мнение, на Второй конференции в Кларидже в конце июля 1942 года было принято решение о проведении операции «Факел», вторжения союзников в французскую Северную Африку. Это был компромисс, позволивший США участвовать в борьбе против нацистской Германии в ограниченном масштабе и выполнить британскую задачу по обеспечению победы в Северной Африке. Большая часть войск и припасов, накопленных для «Облавы», была использована для реализации «Факел», при этом подготовке к «Облаве» был придан меньший приоритет из-за неопределённости стратегии союзников.
В ноябре 1942 года Эйзенхауэр, теперь генерал-лейтенант, сказал Черчиллю, что ни одна крупная операция на континенте не может быть проведена до 1944 года. Брифинги, касающиеся плана, привлекли внимание высших гражданских и военных руководителей Соединённых Штатов и Европы к организационным и дипломатическим способностям Эйзенхауэра, положив начало его стремительному росту до Верховного главнокомандующего союзниками в Европе.
Операция «Облава» включала в себя операцию «Кувалда» и более поздний вариант — операцию «Круглый молоток». Британский генерал-лейтенант Фредерик Э. Морган включил аспекты этого плана в самую раннюю версию плана, которая стала операцией «Оверлорд».